# Around USエンターテインメント
Around USエンターテインメント（アラウンドアス・エンターテインメント、朝: 어라운드어스엔터테인먼트、英: Around US Entertainment）は、韓国・ソウル特別市にある芸能事務所。2016年に男性アイドルグループ・BEAST（現・HIGHLIGHT）のメンバー5人によって個人事務所として設立された。

## 概要
Around USは、「より多くの人々とより親密になり、頻繁に関わりたい」という意味と、レーベルが目指す「誰もがどこでも気軽に楽しめる音楽とコンテンツを作ること」という思いで名付けられた。

## 沿革
- 2016年11月、BEASTが、CUBEエンターテインメントとの契約が満了になり、同年12月16日、メンバーであるユン・ドゥジュン、ヨン・ジュンヒョン、ヤン・ヨソプ、イ・ギグァン、ソン・ドンウンが、資本金3500万ウォンで新たに個人事務所として設立[3]。しかし、BEASTの商標権はCUBEエンターテインメントが持っており、交渉がなされていたがまとまらず、2017年2月24日、新グループ名・HIGHLIGHTとして活動することを発表[4]。
- 2019年9月2日、子会社のWith USエンターテインメントを設立。

## 所属アーティスト

### グループ
| グループ名 | メンバー                                                                                           | 元メンバー                      | 活動期間  |
| Around US  | Around US                                                                                          | Around US                       | Around US |
| ---------- | -------------------------------------------------------------------------------------------------- | ------------------------------- | --------- |
| HIGHLIGHT  | ユン・ドゥジュン、ヤン・ヨソプ、イ・ギグァン、ソン・ドンウン                                       | ヨン・ジュンヒョン（ - 2021年） | 2016年 -  |
| With US    | |                                 |           |
| The Wind   | キム・ヒス、タナトーン、チェ・ハンビン、パク・ハユチャン、アン・チャンウォン、チャン・ヒョンジュン | シン・ジェウォン（ - 2023年）   | 2023年 -  |